# Христородица
Христородица (также Матерь Христа; др.-греч. Χριστοτόκος, сир. ܢ‍ܠ‍ܕܬ ܡ‍ܫ‍ܢ‍ܚ‍ܐ, yaldāt mšīh̦ā) — титул Девы Марии, исторически использующийся в доэфесских («несторианских») церквях. 
Данный термин возник в период христологических споров V века и был предложен архиепископом Константинополя Несторием, как богословски корректный (с его точки зрения) титул для Девы Марии. Эфесский собор 431 года осудил богословские воззрения Нестория, а Дева Мария была объявлена Богородицей. Термин «Христородица» по отношению к Деве Марии был воспринят в восточно-сирийской богословской традиции арамеоязычной сирийской Церкви Востока.

## Исторический обзор
Богословские концепции деятелей антиохийской школы Диодора Тарсийского и Феодора Мопсуестийского предусматривают рождение Логоса от Отца «прежде всех век», а человеческая плоть, ставшая Храмом для Логоса рождается от Девы. Таким образом Дева Мария является «Человекородицей» (др.-греч. ἀνθρωποτόκος), а «Богородицей» (др.-греч. Θεοτόκος) её можно назвать лишь в переносном смысле. Данная богословская система Феодора противостояла еретическому учению Аполлинария о смешении Логоса и человека.
Несторий критически относился к употреблениям терминов «Человекородица» и «Богородица», поскольку данные именования могли получать еретические толкования со стороны ариан, аполлинаристов и монофизитов. В своём послании к Иоанну Антиохийскому Несторий писал:

Мы назвали её Христородицей, ибо это именование очевидным образом явило и то и другое, то есть Бога и человека, в соответствии со словами Евангелия.
Летом 428 года в Константинополе начались споры о правильном именовании Девы Марии. Одна богословская партия настаивала на именовании Девы Марии «человекородицей», другая считала верным термин «Богородица». По поводу данного спора Несторий писал: 

Однако после того как расспросил их, [выяснилось, что] первые не отрицали человечества [Христова], а вторые — [Его] Божества, но одинаково исповедовали то и другое, расходясь лишь из-за имени.
В одной из своих проповедей синкелл Константинопольской церкви пресвитер Анастасий, прибывший с Несторием из Антиохии произнёс: «Пусть никто не называет Марию Богородицей, ибо Мария была человеком, а от человека Бог не может родиться». Один из сторонников Нестория епископ Маркианопольский Дорофей провозгласил анафему на тех, кто именует Деву Марию Богородицей. Несторий также считал, что Деву Марию корректно называть «Человекородицей» (др.-греч. ἀνθρωποτόκος) или «Христородицей» (др.-греч. Χριστοτόκος). Именовать Деву Марию исключительно «Богородицей» (др.-греч. Θεοτόκος) Несторий считал некорректным с богословской точки зрения, он допускал такое именование лишь в переносном смысле. В своём трактате по этому вопросу Несторий писал:

Будем пользоваться более надёжным выражением, а именно — евангельским: [словами] «Христос родился», «Родословие Иисуса Христа» и подобными этим мы исповедуем, что Христос есть Бог и человек, и [что] от них был рождён «Христос по плоти, сущий над всем Бог». Когда вы называете [Марию] Христородицей в единстве, без разделения, вы говорите о том и о другом в сыновстве.
По мнению российского исследователя Е. А. Заболотного, для Нестория именование Девы Марии «Христородицей» являлось предпочтительным в силу соединения человеческой природы Христа с божеством. От Девы, по мнению Нестория, было рождено Лицо единения, общее Лицо божественной и человеческой природ, которое не тождественно Богу Слову. В конце 428—начале 429 года Несторий произнёс проповеди против именования «Богородица». Однако к тому времени термин «Богородица» прочно вошёл в церковное употребление. Часть монашества, недовольная действиями Нестория, разорвала с ним общение и обратилась за покровительством к императрице Пульхерии. В Константинополе противники Нестория распространяли послание, в котором позиция нового архиепископа отождествлялась с осуждённой ересью Павла Самосатского. Также позицию Нестория отверг епископ Кизический Прокл, который в одной из своих проповедей выразил учение о Деве Марии как Богородице. В ответ Несторий выступил с проповедью в которой отметил, что Деву Марию нельзя называть Богородицей «просто» (лат. simpliciter), без оговорок, поскольку к Богу не приложимы свойства человеческой природы, в том числе, плотское рождение.
Окончательное решение о почитании Богородицы было принято в 431 году Третьим Вселенским собором в контексте осуждения несторианства. Именование «Христородица» по отношению к Деве Марии было принято в арамеоязычной сирийской Церкви Востока. В 553 году в Византии Второй Константинопольский собор официально отверг именования «Человекородица» и «Христородица». Иоанн Дамаскин писал о некорректности богословского термина «Христородица», поскольку «христом», т. е. «помазанником», может именоваться не только Спаситель, но и иудейский царь, первосвященник и каждый богоносный человек, т. е. святой.

## Терминология Церкви Востока
В произведениях ранних сирийских богословов (Афраат Персидский, Ефрем Сирин) сирийский аналог термина «Богородица» (yaldāt ’alāhā) не встречается, однако тема Богоматеринства Пресвятой Девы присутствует. Крупнейший богослов Церкви Востока рубежа VI—VII веков Баввай Великий предпочитал именование «Матерь Христа». Однако в историографии нет единого мнения относительно мариологии Баввая Великого, поскольку он единственный из восточно-сирийских богословов употреблял термин «Богородица». Российский исследователь Н. Н. Селёзнев утверждает, что для антиохийских богословов, для Баввая и его предшественников было допустимо выражение «Богородица», если данное употребление не предусматривало идею «порождения Божества», чуждую Церкви Востока. А. В. Муравьёв считает, что позиция Баввая может свидетельствовать о пересмотре традиционной терминологии Церкви Востока в период борьбы с Хнаной Адиабенским. В целом мариологические взгляды Баввая в его творениях вполне следуют духу антиохийского богословия (влияние богословия Нестория и Феодора Мопсуестийского), а сам Баввай также употребляет термин «Христородица» (yaldāt mšīh̦ā).

## В экуменическом диалоге
В 1984 году папа римский Иоанн Павел II и католикос-патриарх Ассирийской церкви Мар Дынха IV встретились впервые. Неофициальные богословские католическо-ассирийские контакты с 1984 по 1994 годы в рамках работы экуменической организации «Pro Oriente» привели к сближению Ассирийской церкви в целом с католиками и в частности с Халдейской католической церковью. 11 ноября 1994 года в соборе Святого Петра в Риме Иоанн Павел II и Мар Дынха IV подписали совместную христологическую декларацию, составленную на сирийском языке. В данном документе утверждается «единое исповедание веры во Христа, в Котором «Божество и Человечество соединены в одном Лице», и в Деву Марию, «Мать Христа Бога нашего и Спасителя»:

«Но Сам Бог Слово, рождённый от Своего Отца прежде всех веков (миров), безначальный по Своему Божеству, в последние времена родился от Матери без отца по Своему Человечеству. Человечество, рождённое Пресвятой Девой Марией, всегда было [Человечеством] Самого Сына Божия. Поэтому Ассирийская церковь Востока молится Деве Марии как „Матери Христа Бога и Спасителя нашего“. И исходя из той же веры, католическая традиция обращается к Деве Марии как „Матери Бога“ и „Матери Христа“. Мы оба признаём правомерность и верность этих выражений одной и той же веры и мы оба уважаем предпочтение каждой Церкви в её литургической жизни и благочестии».